# Gouvernement de régence d'Henri VI
 (février 2018).

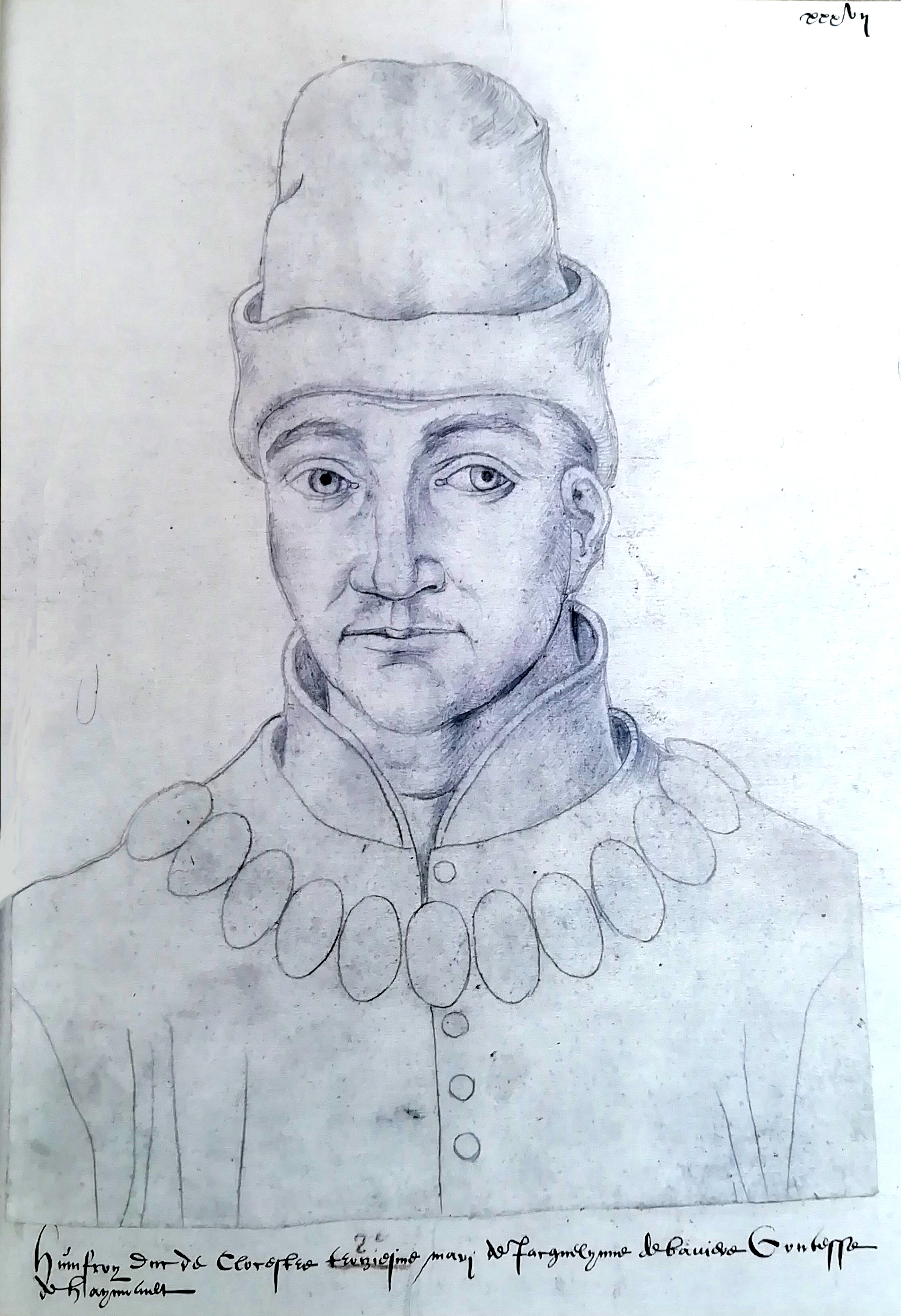
Humphrey, duc de Lancastre. Dessin du XVIe siècle

Le gouvernement de régence du royaume d'Angleterre est établi de 1422 à 1437, pendant la minorité du roi Henri VI. Les décisions sont prises au nom du roi par le conseil royal, composé des membres les plus éminents de la noblesse et du clergé d'Angleterre. Ce conseil est dominé par l'oncle du roi Humphrey de Lancastre ainsi que son grand-oncle Henri Beaufort.

## Composition
Les personnes qui constituent le conseil royal au 9 décembre 1422 sont :
- Jean de Lancastre, 1er duc de Bedford et oncle du roi
- Humphrey de Lancastre, 1er duc de Gloucester et oncle du roi
- Thomas Beaufort, 1er duc d'Exeter et grand-oncle du roi
- Henri Beaufort, évêque de Winchester et grand-oncle du roi
- Henry Chichele, archevêque de Cantorbéry
- John Kemp, évêque de Londres
- Philip Morgan, évêque de Worcester
- John Wakering, évêque de Norwich
- Ralph Neville, 1er comte de Westmorland
- Henry Percy, 2e comte de Northumberland
- John de Mowbray, 2e duc de Norfolk
- Edmond Mortimer, 5e comte de March
- Richard de Beauchamp, 13e comte de Warwick
- Henry FitzHugh, 3e baron FitzHugh
- John Tiptoft, 1er baron Tiptoft
- Ralph de Cromwell, 3e baron Cromwell (en)
- Walter Hungerford, 1er baron Hungerford
- Walter Beauchamp

## Querelles internes
Bien que la présidence nominale du conseil revienne à Jean de Lancastre, frère cadet du feu roi Henri V, le duc de Bedford passe l'essentiel de son temps à gouverner les territoires français cédés à l'Angleterre par le traité de Troyes en 1420. Le duc de Gloucester prend alors le titre de Lord Protecteur du royaume en l'absence de Bedford. En pratique, Gloucester est cependant obligé de partager le pouvoir avec l'évêque Henri Beaufort, qui occupe le poste de Lord chancelier. La période de régence est souvent marquée par des querelles entre Gloucester et Beaufort. Les tensions s'escaladent, notamment lors du Parlement des battes en 1426.
Le conseil se divise rapidement quant à la conduite de la guerre en France. Gloucester est favorable à l'achèvement de la conquête de la France entamée par Henri V en 1415. Pourtant, face à la résurgence des Français sous la conduite de Jeanne d'Arc en 1429, il devient clair que la France est en train de reprendre l'avantage militaire. Un parti de la paix émerge alors, sous la conduite du cardinal Beaufort, qui considère la guerre comme une perte en ressources.
Pourtant, le conseil de régence fonctionne correctement pendant la plupart de cette période. Les divisions ne deviennent évidentes qu'à la fin de la régence. En 1432, Anne de Bourgogne meurt. Elle était la sœur du duc Philippe III de Bourgogne et l'épouse du duc de Bedford. Cette alliance matrimoniale avait été instrumentale dans l'alliance anglo-bourguignonne conclue contre la France. Néanmoins, après sa mort, Bedford épouse en 1433 Jacquette de Luxembourg, dont la famille est en rivalité avec le duc de Bourgogne. Mécontent, Philippe conclut la paix avec Charles VII de France lors du traité d'Arras en 1435. Ayant perdu son plus solide allié, Bedford comprend que la paix est la seule solution. Il dépêche des amabassaseurs à Arras pour entreprendre des pourparlers mais la délégation anglaise refuse d'abandonner les revendications au trône de France d'Henri VI. Bedford meurt juste après la clôture de la conférence et est remplacé par Richard Plantagenêt, 3e duc d'York. Ce dernier est hostile au projet de paix.

## Fin de la régence
Lorsque Henri VI congédie le conseil de régence le 13 novembre 1437, la situation est au plus bas : les rivalités incessantes entre les nobles de la cour conduisent à une mauvaise gestion de la guerre en France. La Couronne d'Angleterre souffre également de lourdes dettes de guerre et il manque un véritable chef de guerre en France à l'instar du duc de Bedford. Ainsi, la guerre en France basculait lentement mais sûrement en faveur de Charles VII.